# Upeneus davidaromi
Upeneus davidaromi es una especie de peces de la familia Mullidae en el orden de los Perciformes.

## Morfología
• Los machos pueden llegar alcanzar los 19,4 cm de longitud total.

## Distribución geográfica
Se encuentra en el Mar Rojo.

## Hábitat
Es un pez de mar.